# Петренко Микола Якович (секретар Харківської міської ради)
Мико́ла Я́кович Петре́нко (12 листопада 1950, с. Баранове Валківського району Харківської області) — український політик. Секретар Харківської міської ради протягом 1998–2002 рр., депутат Харківської міської ради п'яти скликань поспіль (із 1991 року). Полковник міліції.

## Біографія
Народився 12 листопада 1950 року у селі Баранове Валківського району Харківської області.
У 1968 році працював учнем токаря в інструментальному цеху Харківського заводу «Світло Шахтаря».
Протягом 1968–1970 рр. проходив службу у Радянській армії.
Протягом 1971 року працював пожежним Люботинської пожежної частини. З 1971 р. по 1978 р. — міліціонер, молодший інспектор, інспектор карного розшуку Лінійного відділу міліції на станції «Харків-Пасажирський». 1978 року призначено начальником карного розшуку Лінійного відділу міліції на станції «Основа».
Протягом 1979–1984 рр. навчався в Харківському юридичному інституті за спеціальністю «правознавство».
Протягом 1984–1985 рр. — інспектор інспекції з особливого складу Південного УВС на транспорті. 1985 року працює заступником начальника міліції на станції «Харків-Пасажирський», а з кінця року по 1997 рік — начальник Лінійного відділу міліції на станції. Протягом 1997–1998 рр. — перший заступник начальника Південного УВД на транспорті з питань боротьби з організованою злочинністю.
1998 року обрано депутатом Харківської міської ради, її секретарем. На посаді перебував до наступного скликання міськради (до 15 квітня 2002 року).
З серпня 2002 року по травень 2005 року — начальник кафедри спецдисциплін, начальник кримінологічної лабораторії та начальник факультету економічної безпеки Харківського національного університету внутрішніх справ.
Директор з безпеки ТзОВ «УТК — Скіф».

### Політична діяльність
Обирався протягом:
- 1986–1990 рр. — депутатом Ленінської районної ради в Харкові (голова постійної комісії зі злочинності);
- 1991–1994 рр. — депутатом Ленінської районної ради та Харківської міської ради;
- 1994–1998 рр. — депутатом Харківської міської ради (заступник голови постійної комісії з законності);
- 1998–2002 рр. — депутатом Харківської міської ради (секретар Харківської міської ради);
- 2002–2006 рр. — депутатом Харківської міської ради (член постійної комісії з питань планування, бюджету та фінансів; член фракції «Єдиний Харків»[1]);
- 2006 року — депутатом Харківської міської ради (заступник голови постійної комісії з питань планування, бюджету та фінансів).

Був заступником Голови Спілки Секретарів місцевих рад Асоціації міст України.

## Особисті відомості
Заступник голови правління, член правління Харківської обласної організації роботодавців «Граніт». Керівник Харківського обласного фонду «Благодійність та підтримка».
Одружений. Має двох дітей.

### Відзнаки
21 листопада 2007 року «за багаторічну сумлінну і плідну працю, високий професіоналізм, вагомий особистий внесок у соціально-економічний розвиток м. Харкова, активну громадську діяльність та з нагоди Дня місцевого самоврядування» відзначений Почесною грамотою Харківської міської ради.